# 칼 마섹

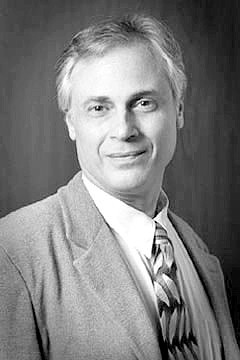

칼 마섹(Carl Macek, 본명: 칼 프랭크 마셱, Carl Frank Macek, 1951년 9월 21일 – 2010년 4월 17일)은 미국의 각본가, 대본 편집인, 프로듀서, 그리고 1980년대와 1990년대의 수많은 일본의 애니메이션 작품의 영어 성우를 맡은 인물이다.

## 각본

### 실사 액션 더빙
- 2009 로스트 메모리즈
- 예스터데이 (2002년 영화)

### 원작 대본
- 헤비 메탈 2

## 프로듀서

### 애니메이션 영화
- 개구리 왕눈이
- 아키라 (영화)
- 루팡 3세: 칼리오스트로의 성
- 미궁 이야기
- 루팡 3세: 루팡 VS 복제인간
- 마리이야기